# Eumelea aurigenaria
Eumelea aurigenaria là một loài bướm đêm trong họ Geometridae.